# لي هاريس (كاتب مسرحي)
لي هاريس (بالإنجليزية: Lee Harris)‏ هو كاتب مسرحي جنوب أفريقي، ولد في 1936.